# Trichosanthes sumatrana
Trichosanthes sumatrana är en gurkväxtart som beskrevs av Célestin Alfred Cogniaux. Trichosanthes sumatrana ingår i släktet Trichosanthes och familjen gurkväxter. Inga underarter finns listade i Catalogue of Life.